# 朱念慈 (1920年)
朱念慈（1920年—），男，浙江嘉善人，中国扇面书法艺术家，扇面真金微楷艺术首创者。